# Андрессон, Арво
Арво Андрессон (эст. Arvo Andresson), по советским документам Арво Хербертович Андрессон (3 февраля 1954 — 28 сентября 1994) — советский и эстонский капитан дальнего плавания, капитан парома «Эстония».

## Биография
Окончил 8-классную школу № 5 города Пярну, Таллинское мореходное училище в 1973 году и Ленинградское высшее инженерное морское училище имени адмирала С. О. Макарова в 1982 году, работал в Эстонском морском пароходстве. Капитан дальнего плавания с 1986 года; в 1982—1984 годах работал офицером в экипаже парома «Георг Отс». Капитан судна Rakvere DWT 4600 в 1987—1992 годах.
После признания независимости Эстонии с 1991 года Андрессон работал в государственной судоходной компании RAS Eesti Merelaevandus. В 1992 году Андрессон стал капитаном парома «Георг Отс», ходившего между Таллином и Хельсинки, с 1993 года был капитаном паромов совместного шведско-эстонской судоходной компании «Estline». С января 1993 года — капитан парома «Эстония». Будучи первым капитаном парома, он получил от Морской администрации Швеции право прохода в южной части Стокгольмского архипелага (также окончил лоцманские курсы в Швеции).

## Крушение «Эстонии»
В ночь с 27 на 28 сентября 1994 года, когда «Эстония» вышла в свой последний рейс, первый капитан Андрессон уступил вахту сменному капитану Аво Пихту и ушёл спать: последние доклады о состоянии судна, предоставленные Андрессону, не содержали упоминаний чего-либо подозрительного. В результате кораблекрушения суммарное число жертв и пропавших без вести составило 852 человек, среди которых был и Андрессон. Тело самого капитана найдено не было: предполагается, что он мог отказаться покидать корабль, пока не будут спасены все, кого можно спасти.
Некоторые его знакомые утверждали, что Андрессон был среди спасённых с парома пассажиров, а его лицо якобы промелькнуло в телевизионных сообщениях, однако позже его признали погибшим. Сторонники теорий заговора утверждали, что на борту находились наркотики: заказчики якобы обсуждали поставку груза в Стокгольм с Андрессоном, однако в итоге шведская полиция узнала о перевозке груза, и судно «уничтожили» вместе с грузом. Эту теорию якобы отстаивал заместитель директора таможенного комитета Эстонии Игорь Криштапович, который утверждал, что у него была запись телефонного разговора (сам Криштапович был застрелен 22 октября 1994 года в Таллине неизвестными, а запись исчезла). Журналистка Ютта Рабе в 2003 году в документальном фильме «Балтийский шторм» утверждала, что на палубе парома якобы было найдено тело Андрессона с огнестрельным ранением головы.
Вопрос о вине Андрессона, который вёл судно со скоростью 36 км/ч при силе ветра в 8 баллов, остаётся не прояснённым до конца.